# (701) Oriola
Pour les articles homonymes, voir Oriola.
(701) Oriola est un astéroïde de la ceinture principale découvert le 12 juillet 1910 par l'astronome allemand Joseph Helffrich.
Sa désignation provisoire était 1910 KN.